# Bissikrima
Bissikrima est une ville et une sous-préfecture de Guinée, rattachée à la préfecture de Dabola et à la région de Faranah. 

## Population
En 2016, le nombre d'habitants est estimé à 30 628, à partir d'une extrapolation officielle du recensement de 2014 qui en avait dénombré 28 638 .

## Personnalités lies a la ville
- Bakary Fofana, ancien ministre et ancien président de la CENI